# Hayesiana
Genre
Hayesiana est un genre de papillons de la famille des Sphingidae, de la sous-famille des Macroglossinae, de la tribu des Macroglossini et de la sous-tribu des Macroglossina.

## Systématique
- Le genre Hayesiana a été décrit par l'entomologiste américain Murray J. Fletcher en 1982.

### Synonymie
- Rhodosoma Butler, 1876

## Taxinomie
Liste des espèces
- Hayesiana farintaenia Zhu & Wang, 1997
- Hayesiana triopus (Westwood, 1847)